# Скворчевский, Иосиф Андреевич

Иосиф Андреевич Скворчевский (15.09.1899 — 30.09.1964) — советский военачальник, военный лётчик, участник Гражданской и Великой Отечественной войн, командир 10-го Ростовского истребительного авиационного корпуса ПВО, полковник (04.1936).

## Биография
Иосиф Андреевич Скворчевский родился 15 сентября 1899 года в городе Жлобин Гомельской губернии Российской империи, ныне город Жлобин Жлобинского района Гомельской области Белоруссии. Белорус.
В Красной гвардии с марта 1918 года, в Красной армии с июня по август 1918 года, с февраля 1920 года по июль 1937 года и с ноября 1939 года.
Окончил 36-е Минские пехотные курсы комсостава в 1920 году, Егорьевскую теоретическую школу Красного Воздушного Флота в 1923 году, 1-ю военную школу лётчиков имени А. Ф. Мясникова в 1924 году, Военную школу воздушного боя в городе Серпухов в 1925 году, курсы усовершенствования начальствующего состава при Военно-воздушной академии РККА имени профессора Н.Е Жуковского в 1931 году.
До службы в армии работал подручным слесаря и токарем в железнодорожном депо станции Жлобин. В Гражданскую войну вступил в марте 1918 года в Красную гвардию. С июня переведён кочегаром на бронепоезд имени Ленина. Участвовал в подавлении мятежа Чехословацкого корпуса на Восточном фронте. С августа — агент железнодорожного отдела ЧК. В феврале 1920 года откомандирован на учёбу на 36-е Минские пехотные курсы комсостава, в их составе участвовал в боях против поляков под Гомелем. По окончании курсов направлен в стрелковый полк, где прошёл ступени от командира взвода до командира батальона. Воевал в бандами Булак-Булаховича.
С января 1923 года — в Егорьевской теоретической школе Красного Воздушного Флота, в ноябре 1923 года направлен в 1-ю военную школу лётчиков имени А. Ф. Мясникова в пгт Кача. С октября 1924 года — курсантом в Военной школе воздушного боя в городе Серпухове. По окончании направлен инструктором во 2-ю военную школу лётчиков. С июня 1926 года — в строевых частях ВВС. С 1934 года — на Дальнем Востоке командиром эскадрильи. В июне 1937 года снят с должности и арестован НКВД. В марте 1939 года освобождён из-под стражи и 5 ноября 1939 года полковник Скворчевский восстановлен в кадрах. С октября 1940 года командовал эскадрильей в Краснодарском лётном училище, с марта назначен начальником Майкопской военно-авиационной школы пилотов первоначального обучения.
С началом войны в той же должности. После расформирования школы в 1942 году полковник Скворчевский назначен заместителем командира 141-й истребительной авиационной дивизии в Куйбышеве. В ноябре — декабре исполнял обязанности командира дивизии. Дивизия выполняла задачи прикрытия от воздушного противника эвакуированных из Москвы правительственных учреждений, а также промышленных центров в городах Куйбышев, Пенза, Ульяновск, Чапаевск, железнодорожных мостов через реки Волга и Самарка в границах 5-й дивизии ПВО. В сентябре назначен командиром 126-й истребительной авиационной дивизии ПВО, которая в границах Грозненского дивизионного района ПВО Закавказского фронта выполняла задачи прикрытия важнейших важных государственных объектов в городах Минеральные Воды, Грозный, Армавир, Тихорецк, Кропоткин, Краснодар.
С апреля 1944 года дивизия вошла в состав Южного фронта ПВО и участвовала в борьбе с авиацией противника, проводящей разведывательную деятельность и наносившей отдельные бомбардировочные удары по объектам а районах Минеральные Воды, Грозный, Краснодар, по железнодорожным узлам Гудермес, Прохладный и Невинномысская.
Со 2 августа 1944 года полковник Скворчевский назначен командиром 10-го истребительного авиационного Ростовского корпуса ПВО. Корпус входил в состав Южного фронта ПВО и выполнял задачи противовоздушной обороны на освобождённой территории Украины городов и железнодорожных станций Винница, Жмеринка, Проскуров, Тарнополь, Злочев, Шепетовка, Львов, Броды, Самбор и других. Осуществлял прикрытие нефтедобывающего района Стрый, Дрогобыч, Борислав.
С января 1945 года корпус в составе Юго-Западного фронта ПВО выполнял задачи противовоздушной обороны объектов и коммуникаций в полосе 1-го и 4-го Украинских фронтов и на территории Львовского военного округа.
После войны полковник Скворчевский продолжал командовать корпусом. 10-й истребительный авиационный Ростовский корпус ПВО 24 января 1946 года в связи с переходом на штаты мирного времени переформирован в 121-ю истребительную авиационную Ростовскую дивизию ПВО и полковник Скворчевский назначен её командиром. 6 февраля 1947 года уволен в отставку про болезни.

## Награды
- Орден Ленина (21.02.1945)[1];
- Орден Красного Знамени (03.11.1944)[1];
- Орден Богдана Хмельницкого 2 степени (24.08.1945)[1];
- Орден Отечественной войны I степени (12.04.1944)[1];
- медали[1].